# Gunnar Jervill
Gunnar Jervill est un archer suédois.

## Palmarès
- Jeux olympiques
  -  Médaille d'argent à l'individuel homme aux Jeux olympiques d'été de 1972 à Munich.